# Lietava
Lietava es un municipio del distrito de Žilina en la región de Žilina, Eslovaquia, con una población estimada a final del año 2024 de 1728 habitantes.
Se encuentra ubicado al oeste de la región, cerca del curso alto del río Váh (cuenca hidrográfica del Danubio) y de la frontera con la región de Trenčín.

## Demografía
| Año        | 1994 | 2004     | 2014    | 2024     |
| ---------- | ---- | -------- | ------- | -------- |
| Población  | 1291 | 1450     | 1454    | 1728     |
| Diferencia |      | +12,31 % | +0,27 % | +18,84 % |

| Año        | 2023 | 2024    |
| ---------- | ---- | ------- |
| Población  | 1712 | 1728    |
| Diferencia |      | +0,93 % |